# Gaèlic manx
El manx, o gaèlic manx (gaelg vanninagh), és una llengua celta originària de l'illa de Man, un petit país cèltic que avui constitueix una dependència autogovernada de la corona britànica que no pertany al Regne Unit. La llengua s'havia categoritzat com a extinta els anys 1960, però des d'aleshores està en procés de revifalla a causa de l'interès de la població i de la recuperació a través de classes. Es va originar inicialment a partir del gaèlic escocès, amb aportacions nòrdiques. És relacionada amb els dialectes extints d'Ulster i Galloway i aparegué com una variant de l'antic irlandès, però més proper en fonologia a l'irlandès de l'est, tot i que en morfologia i sintaxi ho és al gaèlic escocès, potser pel substrat britànic comú (abunden l'ús de formes perifràstiques). Té fortes influències del germànic escandinau ja des del segle ix, però es desconeix totalment el sistema vocàlic anterior al segle xvii, i quan començà a escriure's es va fer sota la influència de l'ortografia anglesa.

## Història
Al segle v, els goidèlics o gaèlics, procedents d'Irlanda, van envair l'illa i hi van dur la seva llengua cèltica, que amb els segles va evolucionar fins a conformar el gaèlic manx. L'aïllament de l'illa de la parla gaèlica i la dependència d'Anglaterra des del segle xiv va provocar que la llengua escrita (principi del segle xvii) adoptés una grafia basada en l'anglesa i no pas en la gaèlica.
El manx data dels voltants del segle v i els seus parlants l'anomenaven Yn Ghaelg / Yn Ghailck. El 1800, a l'illa, gairebé tothom parlava gaèlic manx. Segons un informe eclesiàstic del 1764, la gran majoria dels habitants de Man no coneixia l'anglès. Al seu costat, però, s'han establert darrerament alguns emigrants anglesos, sobretot jubilats que passen llurs darrers anys en el clima benigne de l'illa. D'antuvi ho van fer a l'àrea de Douglas i Onchan, on encara avui dia l'anglès que s'hi parla és diferent del de les àrees rurals.
Al mateix temps que es feien els primers estudis seriosos sobre la llengua, aquesta començà a declinar. Segons es creu, dels 21.000 adults censats a l'illa el 1817, només 7.000 comprenien millor l'anglès que el manx, i els altres 14.000 tenien coneixements minsos d'anglès. Segons el cens del 1831, l'illa tenia 40.985 habitants, d'ells 3.153 no sabien llegir ni escriure, i 8.199 podien amb prou feines escriure. El 1875 el cornuallès Henry Jenner va fer el primer cens lingüístic tot enviant un qüestionari als capellans de l'illa. El nombre de parlants era 12.350, la gran majoria gent d'edat avançada, cosa que explica la ràpida davallada en nombre. El 1901 el nombre de parlants només era de 4.657 (el 10% de la població de l'illa), i d'ells només 970 monolíngües.
Des del 1931, però, molts dels parlants són gent que han adquirit la llengua en edat adulta, i han desaparegut els qui la tenien com a llengua materna. El 1955 només en restaven sis, i a finals dels seixanta només en quedaven dos. Sage Kinvig de Ronague va morir el 1962. I el 1974 va morir el darrer parlant del manx com a llengua materna, Edward Ned Maddrell (1877-1974) de Glenchass.
Però hi ha hagut una revifalla de la llengua a nivell escolar i diverses persones l'han après com a segona llengua. Des dels anys cinquanta, els moviments Caarjyn Vannin (Manx per adults) i Aeglach Vannin (Manx per infants) intenten revifar l'interès dels habitants per la seva antiga llengua. D'aquesta manera, han aconseguit que el 1992 el manx sigui parlat per 643 persones (aproximadament l'1% de la població), de les quals 479 la poden llegir i 343 serien capaces d'escriure-la.
Els primers parlants nadius de manx (bilingües amb l'anglès) han aparegut després de 30 anys, vailets els quals han crescut amb pares els quals els han parlat la llengua als seus fills per tal de reviure'l. La immersió a l'educació primària en Manx és subvencionada pel govern de l'illa de manx. A les escoles de l'illa existeix l'assignatura de Manx.
El manx s'empra per al Tynwald, el parlament de l'illa, les noves lleis són llegides en manx i anglès

## Situació
El manx és reconegut per la Carta Europea de les Llengües Regionals o Minoritàries. És també una de les llengües reconegudes pel consell Britànic-Irlandès. D'altres institucions per promoure l'ús de la llengua són Radio Manx, que emet alguns programes en manx, i l'Institute of Manx Studies, qui va intentar passar una proposta de llei per tal d'obligar les emissores de televisió que emetessin a l'illa que ho fessin algunes hores en manx. Aquest institut, creat el 1992, recull tota la bibliografia existent sobre la llengua. 

També s'ha intentat portar la llengua al terreny educatiu, però el principal handicap és la manca de material adequat i l'existència d'un professor capacitat per a 200 alumnes. Endemés, com que no hi ha cap universitat a l'illa, no hi ha possibilitat de continuar els estudis superiors en manx.

## Text d'exemple
Article 1 de la Declaració Universal dels Drets Humans en manx: 
Ta dy chooilley ghooinney ruggit seyr as corrym rish dy chooilley ghooinney elley ayns ooashley as ayns cairys. Ta resoon as cooinsheanse stowit orroo as lhisagh ad dellal rish y cheilley lesh spyrryd braaragh.
Article 1 de la Declaració Universal dels Drets Humans en català:
Tots els éssers humans neixen lliures i iguals en dignitat i en drets. Són dotats de raó i de consciència, i han de comportar-se fraternalment els uns amb els altres.